# Rüdiger Seidt

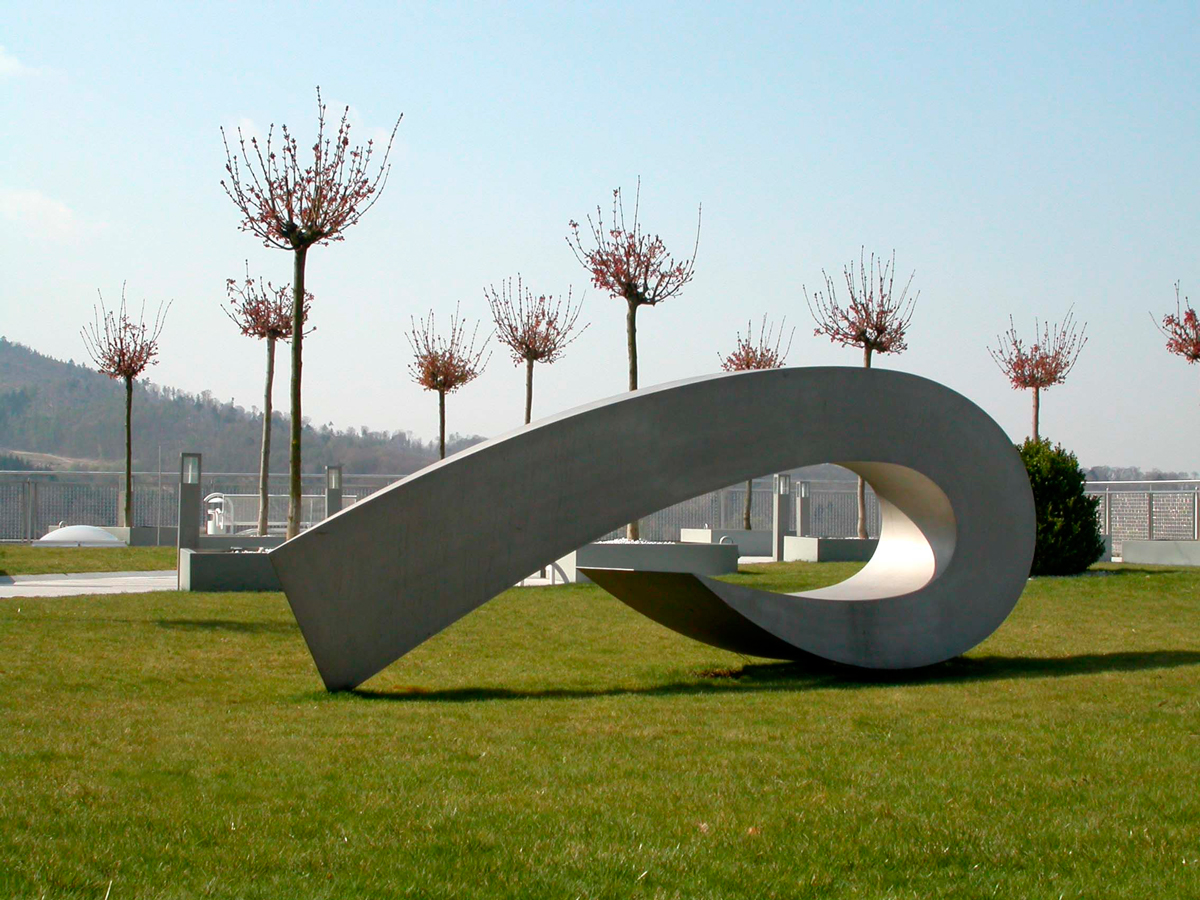
Tetramoon, 1999, Baden-Baden

Rüdiger Seidt (* 25. Januar 1965 in Forbach) ist ein deutscher Bildhauer.

## Leben und Werk
Seidt arbeitet seit 1989 freischaffend als Künstler. Verschiedene Skulpturenprojekte führten ihn ab 1991 in den USA. Seine „Reiseplastik“ war zwischen 1992 und 1996 in Frankreich, Griechenland, Marokko, Simbabwe, Peru und New York City unterwegs. 2001 führte er ein Kunstprojekt mit Auszubildenden der DaimlerChrysler AG, Rastatt durch. Ab 2004 war Seidt der Initiator, Mitbegründer, Organisator und Teilnehmer des Kunstwegs am Reichenbach, bis 2012 auch dessen künstlerischer Leiter.
Seidt lebt und arbeitet in Forbach. 2012 war er dort Gründungsmitglied bei Experiment Landschaft-Kunst in Herrenwies e.V. Er ist Mitglied im Bund freischaffender Bildhauer*innen Baden-Württemberg.
Die Kunsthalle Messmer, Riegel am Kaiserstuhl, zeichnete Seidt 2019 mit dem Internationalen André-Evard-Preis aus, zudem erhielt er den Publikumspreis für sein Werk Circletetra, 2018 – Cor-Ten. (Den Publikumspreis teilte er sich mit Antonio Marra.)

„Komplex ineinanderfließende Flächen und Volumina, verbunden mit einer Vorliebe für Biegungen, Schwünge, Kurven und Verdrehungen, prägen die dynamischen Stahlplastiken von Rüdiger Seidt. Elegant und harmonisch im Ausdruck, thematisieren sie die Kraft und Spannung der reinen, elementar reduzierten Form.“

## Ausstellungen
Zu den mit «K» gekennzeichneten Ausstellungen erschien ein Katalog.
Einzelausstellungen (Auswahl)
- 1999: Stahlplastiken, Marstall des Rastatter Schlosses, Landkreis RastattK
- 2001: Vierflächer, Stiftung für Konkrete Kunst Roland Phleps, Freiburg[3]
- 2004: Städtische Galerie, Lahr
- 2005: RaumZeichen, Münster Schwarzach, RheinmünsterK
- 2006: Galerie M. Beck, Homburg/Saar
- 2009: Arbeiten auf Papier, Stadtmuseum RastattK
- 2012: Kunstverein Bahlingen, Bahlingen am Kaiserstuhl[4]
- 2013: Kunst in der Stadt und in der städtischen Galerie Lahr, Lahr/Schwarzwald[5][6]
- 2015: Künstlerkreis Ortenau in Offenburg: Rüdiger Seidt, Stahlplastiken und Ursula Reichart, Malerei[7]
- 2018: Stadtmuseum Aldingen und Galerie im Altbau, Aldingen
- 2020: Stahlplastiken und Wandarbeiten, Podium Kunst, SchrambergK;
Galerie an der Pinakothek der Moderne, München (mit Carsten Weitzmann)K
- 2021: Alte Universität, Eppingen
- 2022: Skulpturenausstellung Burgfestspiele JagsthausenK;
Städtische Galerie Fruchthalle RastattK
- 2023: Stiftung für konkrete Kunst Roland Phleps, Freiburg im Breisgau, 12. März bis 1. Mai 2023

Gruppenausstellungen (Auswahl)
- 1994: Skulpturenausstellung der Stadt Rastatt und Kunstverein Rastatt
- 1999 bis 2002: verschiedene Skulpturenprojekte in Illinois und Wisconsin, USA
- 2000 und 2002: Große Kunstausstellung im Haus der Kunst, MünchenK
- 2003: Schloss Freudenberg, Wiesbaden
- 2005: Art Karlsruhe, Galerie Haus Schneider, Karlsruhe
- 2006 und 2010: Zeitgenössische Kunst (Experimentelle 14 + 16), Schloss Randegg, Gottmadingen[8],K
- 2014: Stahlskulptur in Deutschland – gestern und heute, Kunstverein Wilhelmshöhe, Ettlingen[9],K;
Zeller Kunstwege, Zell am Harmersbach[10],K
- 2015: 15a & Galerie Beeldentuin, Lochem[11];
Lumière, accroche-toi!, Galerie Art΄Course, Strasbourg[12];
Kunsthalle Messmer, Riegel am Kaiserstuhl[13]
- 2018: Kunsthalle Messmer, Riegel am KaiserstuhlK; NordArt, BüdelsdorfK; Korber Köpfe, Korb; Landesgartenschau Lahr/SchwarzwaldK
- 2019:	Skulptura, Wasserburg am BodenseeK
- 2021: EISENwege-zeitgenössische Metallplastik, Schloss Hellenstein, Kunstmuseum Heidenheim, Heidenheim an der BrenzK

## Werke im öffentlichen Raum und in Sammlungen (Auswahl)
- DaimlerChrysler AG, Rastatt
- Des Plaines Sculpture Park, Illinois, USA
- Greenpeace Umweltstiftung, Hamburg
- LeBaron Collection, Nebraska, USA
- Regierungspräsidium Karlsruhe
- Stadt Vantaa, Finnland
- Skokie Northshore Sculpturepark, Illinois, USA[14]
- Stadt Pergola, Italien
- Landratsamt Calw
- Schloss Freudenberg, Wiesbaden